# 독일가문비나무
독일가문비나무 또는 노르웨이가문비나무(학명: Picea abies 피누스 아비에스[*])는 북유럽, 중부 유럽, 동유럽이 원산인 가문비나무이다. 유럽가문비나무라고도 일컫는다.
곁가지들은 보통 아래로 쳐져 있으며, 가문비나무 중에서도 가장 커다란 구과를 가지고 있다.(길이 9~17cm) 이와 계통이 가까운 나무는 가문비나무(학명: Picea obovata 피누스 오보바타[*])로 우랄산맥 동부에서 이를 대신하고 있으며 교잡이 쉽게 일어난다. 독일가문비나무는 나무 식재로 인해 전 유럽에 널리 분포하며, 세상 여러 나라에서 크리스마스 트리로 주로 사용하는 종이다. 독일가문비나무는 최초로 유전체가 밝혀지기도 하였다. 종소명인 abies(아비에스)는 라틴어로 전나무를 의미하며, 전나무속과 명칭이 같다(Abies).

## 특징

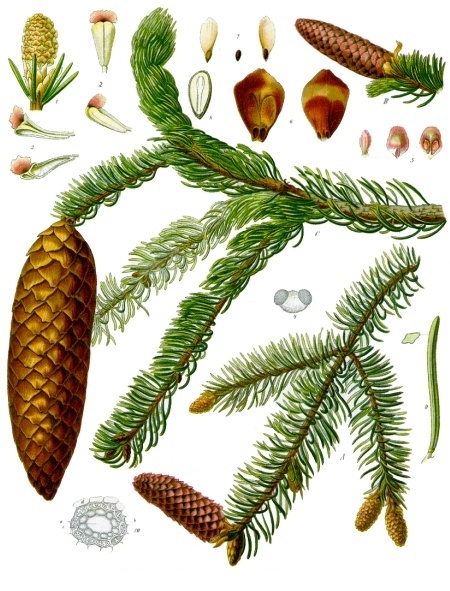
독일가문비나무의 구과와 침엽이 그려진 1885년 삽화

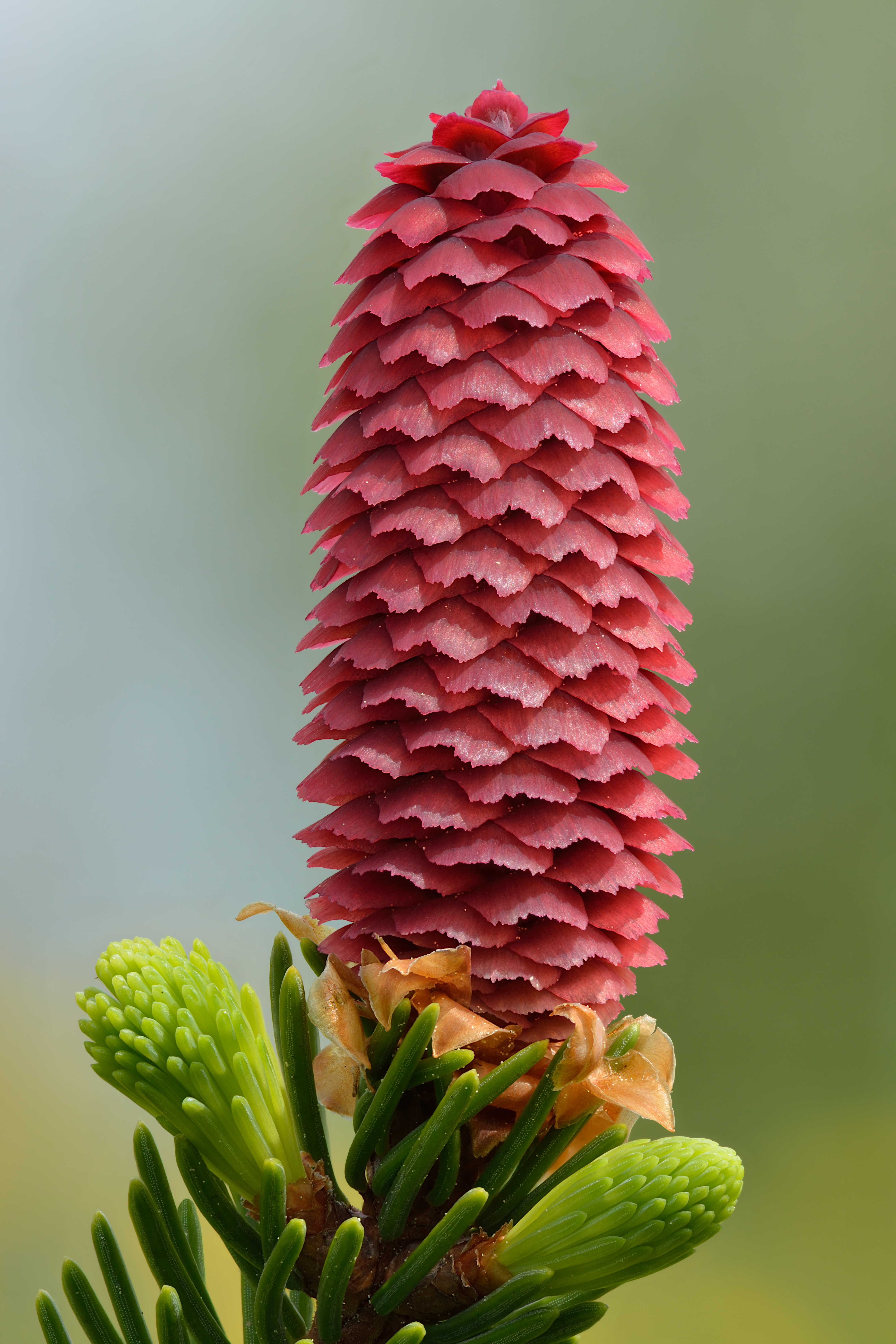
미숙한 암구화수

독일가문비나무는 큰키나무(喬木)이며, 빠르게 자라는(數性) 상록성 침엽수이다. 나무 높이(한국 한자: 樹高 수고)는 35~55m 정도이며, 나무의 줄기지름(한국 한자: 胸高斷面積 흉고단면적)은 직경 1.5m이다. 치수 시절에는 빠르게 자라며, 좋은 요건 하에 싹이 트고 25년 동안에는 매해마다 최대 1m씩 생장한다. 하지만 수고가 20m를 넘어서게 되면 생장속도가 점점 느려지게 된다.
눈(한국 한자: 定芽 정아)은 황갈색이며 반들반들하다. 침엽은 끝이 무딘 바늘 모양이며, 길이는 12~14mm에 잎의 단면은 사각형이고 눈에 잘 안 보이는 기문선으로 둘러져 사면이 전부 암녹색을 띤다. 구과는 크기가 9~17cm에 달할 정도로 가문비나무 중에서는 가장 크며 구과를 구성하는 실편은 뭉툭하다 예리해지는 삼각꼴의 모습을 하고 있다. 구과는 녹색 또는 붉은색을 띠며, 수분 후 5~7개월이 지나면 성숙해 갈색이 된다. 종자는 검정이고 4~5mm 크기이며, 종자의 날개는 담갈색에 15mm 크기이다.
가장 키가 큰 독일가문비나무는 62.6m에 달하며 슬로베니아의 리브니차 나 포호리우(Ribnica na Pohorju) 부근에 서식한다.

## 서식 범위와 생태
독일가문비나무는 노르웨이부터 해서 폴란드 동부면, 중부 유럽의 산들, 알프스 산맥의 서부와 남서부 끝, 발칸 산맥과 카르파티아 산맥 남동부면, 그리스의 극북 지역에 이르기까지 유럽 도처에 광범위하게 서식한다. 이들의 북방한계는 북극이며, 노르웨에서 북위 70°방향이다. 동부한계는 러시아이나 이는 정의를 내리기 어려운데, 이는 가문비나무와의 폭넓게 교잡이 일어나기 때문이다. 그러나 보통은 우랄산맥을 동부한계로 보고 있는 편이다. 하지만 가문비나무의 특징을 보여주는 나무들이 핀란드 북부의 서쪽 지역까지 뻗어 있으며, 노르웨이 북동부에는 이에 대한 몇 가지 기록이 있다. 교잡종은 Picea × fennica (또는 P. abies subsp. fennica로, 두 분류군을 아종으로 여길 경우)일컫고 매끄럽게 둥근 실편을 가진 구과와 털로 덮인 순의 존재 유무로 이 교잡종을 구분할 수 있다.
독일가문비나무의 구과에 달린 실편은 잎갈나무잎말이나방(학명: Cydia illutana 키디아 일루타나[*])라는 잎말이나방류의 유충의 먹이원이 되는 한 편, 같은 속에 속하는 C. duplicana(학명: Cydia duplicana 키디아 두플리카나[*])의 경우 나무의 상처나 궤양 주변의 나무 껍질(樹皮)을 먹이로 삼는다.

### 대한민국 내의 서식지
대한민국에는 인공숲으로 출발한 서식지가 있는데, 1920년대 일제강점기 시절에 처음 도입된 독일가문비나무는, 1931년 일본의 홋카이도제국대학이 외래 수종의 생육에 적합한 지역을 찾고자 현 전북특별자치도 무주군 설천면에 있는 덕유산에 200그루를 조성했으며, 90여 년 가까이 그 숲을 유지하고 있다. 2000년에는 정부에서 이 숲을 산림유전자원보호구역으로 지정해 덕유산자연휴양림으로 관리 중에 있고, 2010년에는 '아름다운 전국 숲 대회'에서 수상하였다.
현재 독일가문비나무의 평균 수고는 23m에 흉고직경은 36㎝ 정도이다. 나무의 부피는 국내 전체 나무의 평균보다 5배 이상이다. 식재된 독일가문비나무 중 가장 키가 큰 개체는 수고 30m 및 흉고직경 256㎝이다.

## 분류
유럽 동남부에서의 개체군은 평균적으로 좀 더 뾰족한 실편을 가진 길다란 구과를 만들어내는 성향이 있다. 이런 개체군을 P. a. var. acuminata로 따로 구분한다. 하지만 해당 범위 내 다른 지역의 나무들과는 많은 차이가 있다.
일부 식물학자들은 가문비나무를 독일가문비나무의 아종으로 보기도 하나 일반적 형태에서는 이 둘 간에 큰 차이점이 있는데, 가문비나무는 구과가 5~10cm 정도로 길며 실편이 둥글고 나무 순에 털이 자라 나 있다는 점이다.

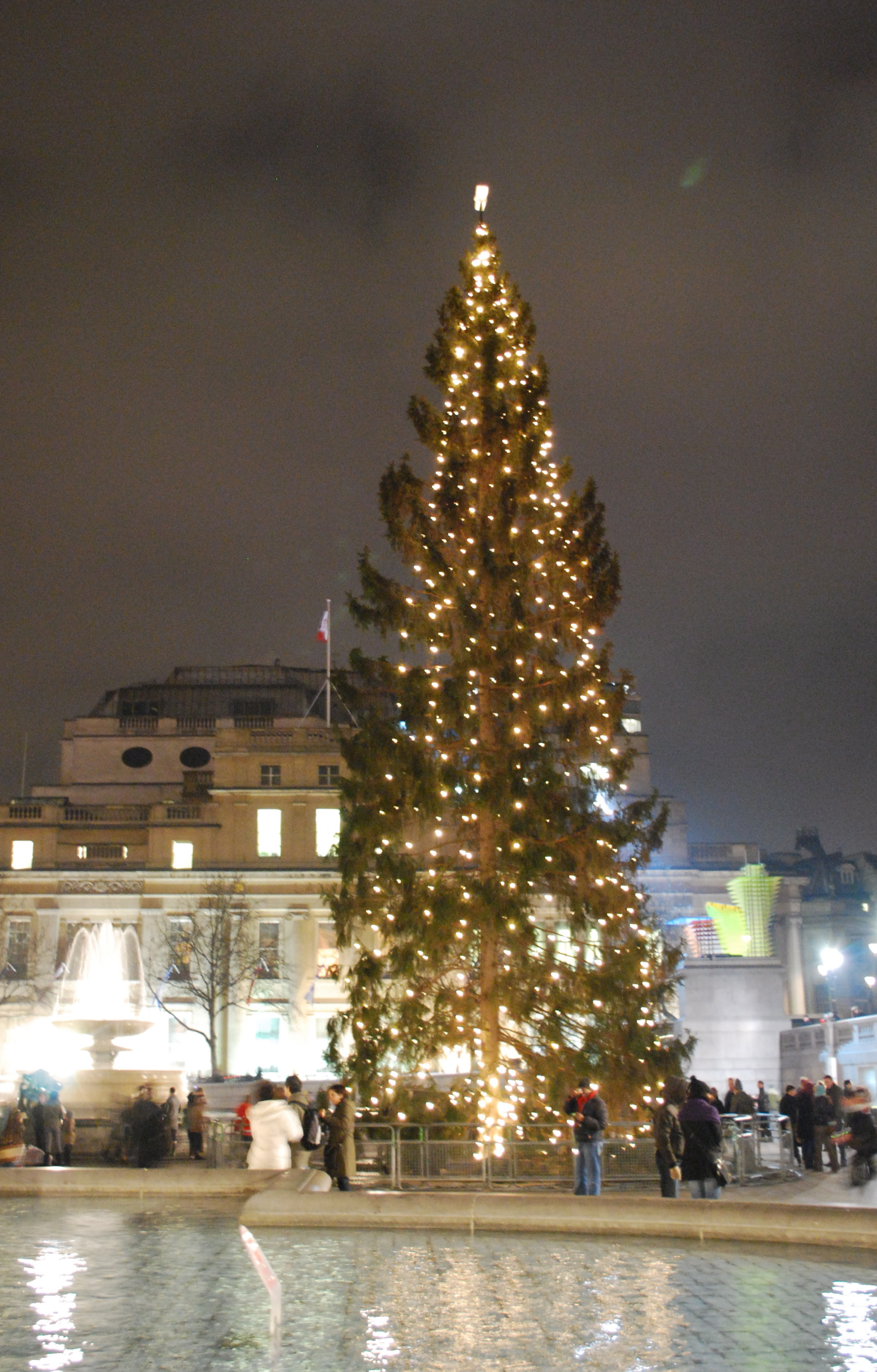
2008년 트라팔가 광장에 세워진 크리스마스 트리. 노르웨이의 수도인 오슬로에서 매년 런던에 선물로 주는 노르웨이의 가문비나무는 보통 50~60년 정도 된 것을 사용한다.

매우 동그란 구과 실편과 털로 덮인 나무 순을 가진 또 다른 가문비나무 종이 스위스 동부의 알프스 산맥 중부에서 드물게 자라고 있다. 더 두꺼운 청록색의 잎을 가지고 있다는 차이점도 있다. 많은 문헌에서 독일가문비나무의 일종으로 취급하고 있지만 많은 다른 가문비나무 종들만큼의 구별성이 있으며, 좀 더 가문비나무나 중앙아시아가 원산인 슈렌크가문비나무(학명: Picea schrenkiana 피케아 스크렌키아나[*]), 히말라야 산맥에서 사는 모린다가문비나무(학명: Picea smithiana 피케아 스미티아나[*])와 좀 더 밀접한 연관이 있어 보인다. 결국 다른 종으로 취급되어 알프스가문비나무(학명: Picea alpestris 피케아 알페스트리스[*])라는 이름을 얻었다.가문비나무와 마찬가지로 독일가문비나무와 크게 교잡하는데, 순수한 개체가 드물 지경이다. 흔히 잡종을 독일가문비나무라고 하는데, 독일가문비나무 순수종과 혼동해서는 안된다.

## 재배
독일가문비나무는 광범위하게 식재된 가문비나무 중 하나로 원산지 안팎에서 가장 경제 효율적인 중요 침엽수들 중 하나이다. 공원 또는 정원의 조경수로 쓰인다. 크리스마스 트리로도 폭넓게 식재된다. 매 크리스마스마다 오슬로에서 런던, 에딘버러, 워싱턴 D.C.로 독일가문비나무를 배송하는데, 각 도시의 중앙광장에 이 나무를 세워둔다. 이것은 제2차세계대전 기간 동안 독일 점령 하의 노르웨이가 이 나라들에게서 받은 도움에 대한 감사의 표시이다.
종자 생산은 나무가 수령이 사십에 접어들을 때 시작하며 유럽의 자연 범위 내에서는 최대 300년 동안 종자를 생산할 수 있다. 영국 제도와 북미에 유입된 독일가문비나무는 기대수령이 그보다 더 짧다. 나무가 수령이 늘어날수록 수관은 가늘어지고 수관 아래의 가지들(성숙하거나 오래된 가지들)은 고사한다.
독일가문비나무는 산성토양에 잘 적응하지만 건조하거나 영양이 부족한 토양에서는 적응이 어렵다. 미국의 인디애나주의 경우, 1928년부터 1960년대까지 광산 폐기물 위로 이 나무를 식재했던 적이 있다.

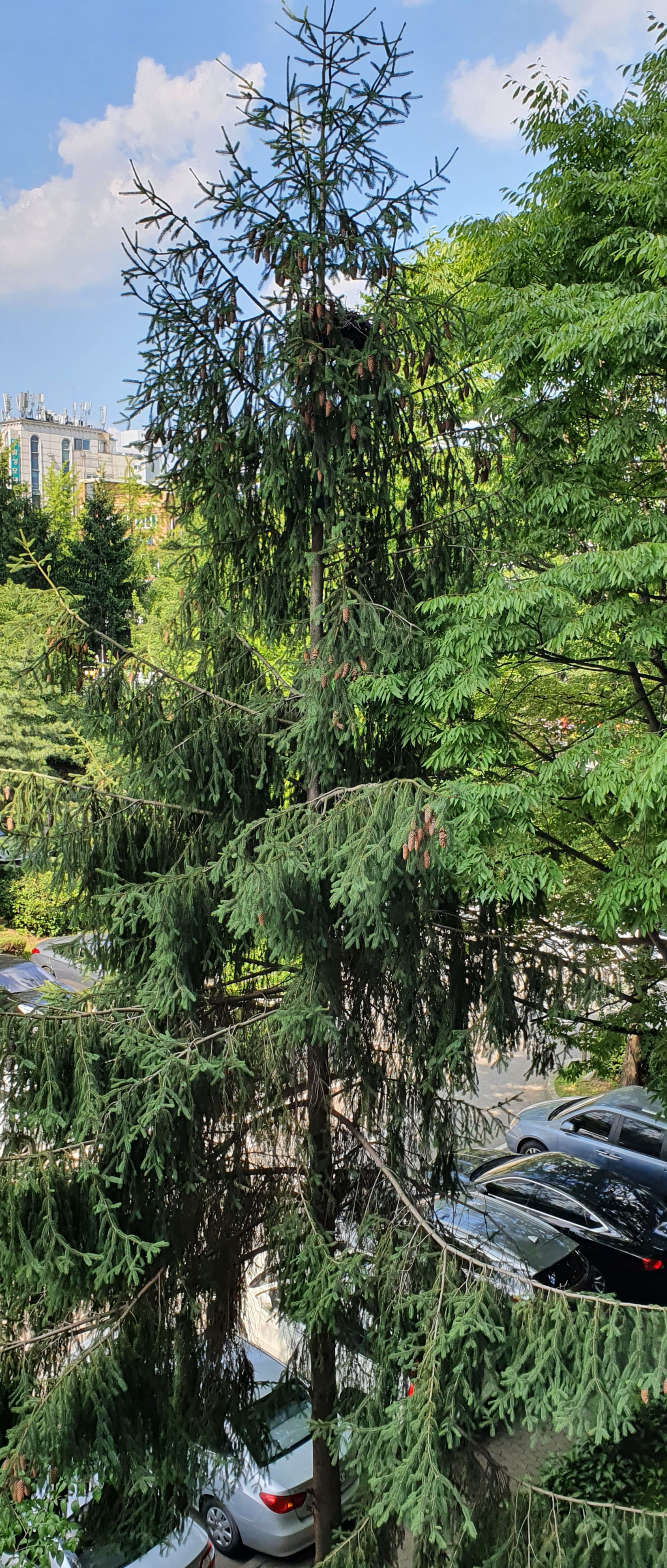
대한민국 아파트에 심어져 있는 독일가문비나무

대한민국에서는 아파트 등의 주택가구나 관공서 주변에 심는 조경수로 활용되었으나 근래(2010년 이후)에 들어서는 개잎갈나무와 함께 은청가문비나무나 다른 조경수에 밀려 점차 사라져 가는 추세이다.

### 품종
일부 품종들은 실물 크기의 임목에서부터 극도로 느리게 자라는 엎드린 듯한 형태에 이르기까지 매우 다양한 크기와 형태를 가진 조경수로 선별받는다. 이 품종들은 종종 이명인 P. excela(학명: Picea excelsa 피케아 엑스켈사[*])으로 불리며 거래되기도 한다.
다음의 품종들은 영국 왕립원예협회의 정원공로상을 수상했다:
- 애크로코나(Acrocona)[18] – 수고 및 흉고직경 4m
- 클랜브래실리아나(Clanbrassiliana'[19] – 수고 1.2m 및 흉고직경 2.4m
- 인버사(Inversa)[20] – 수고 9미터 및 흉고직경 4m
- 리틀 젬(Little Gem)[21] – 수고 및 흉고 0.5m
- 니디퍼미스(Nidiformis)[22] – 수고 1.5m 흉고직경 4m

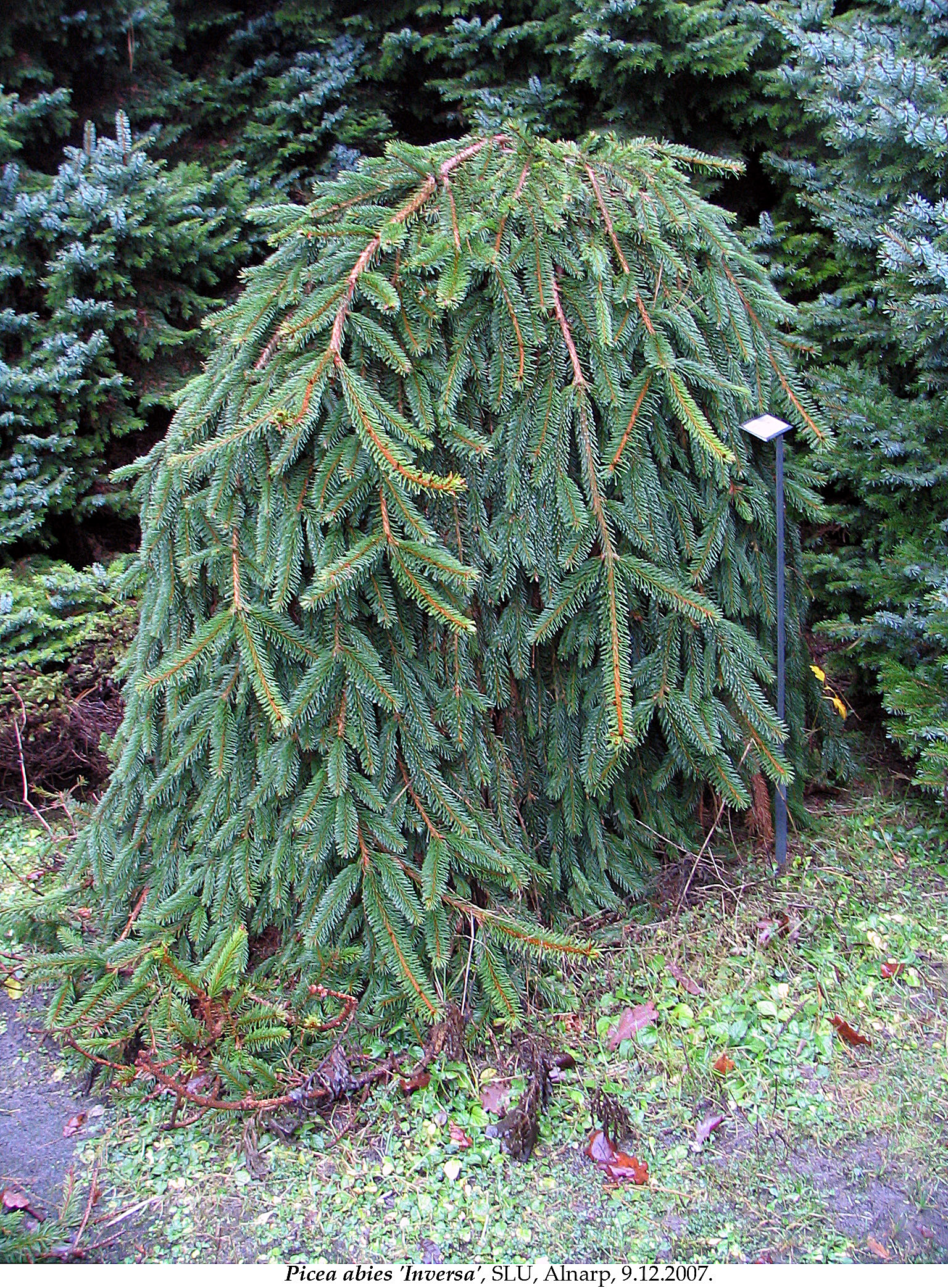
인버사
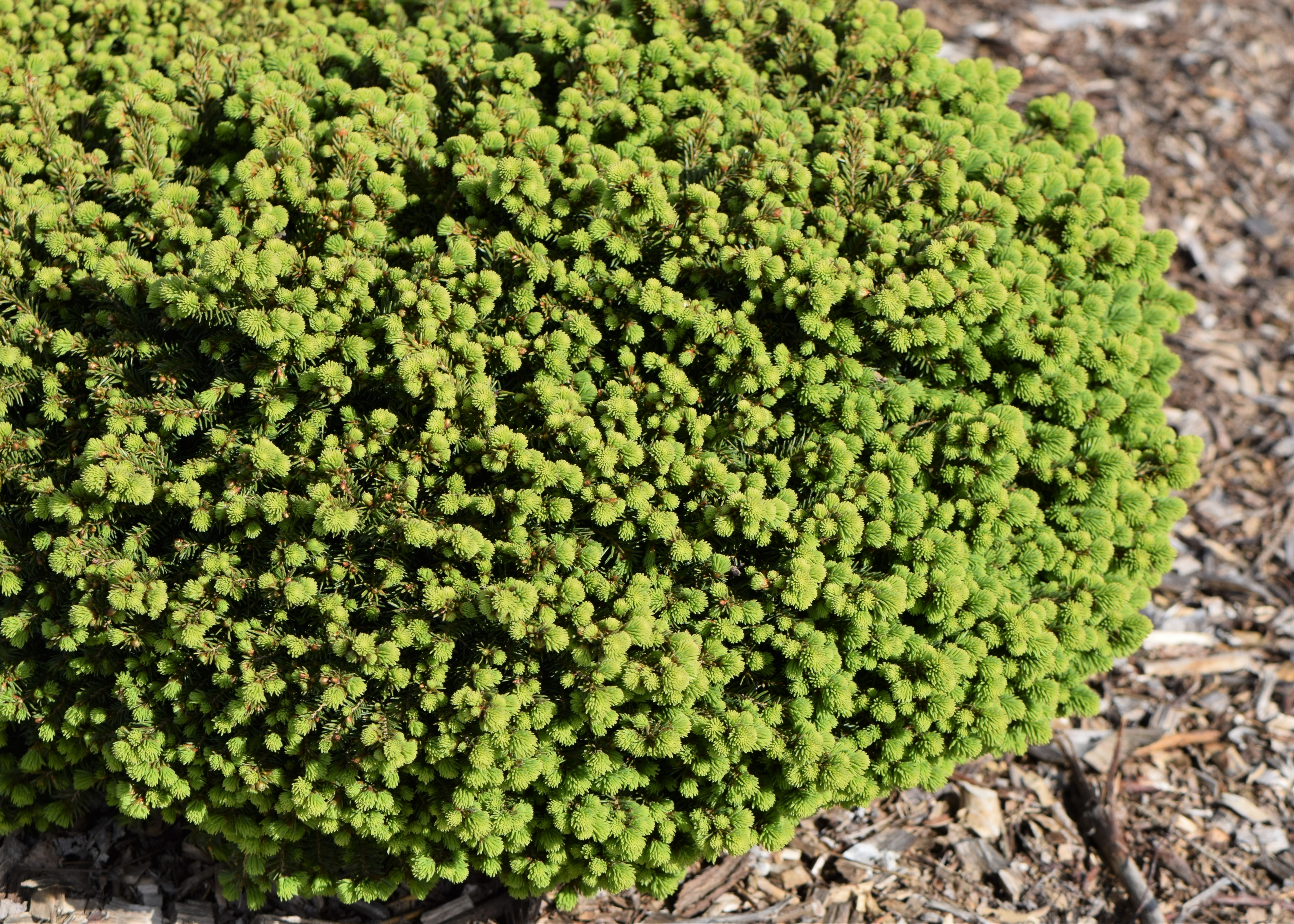
리틀 젬
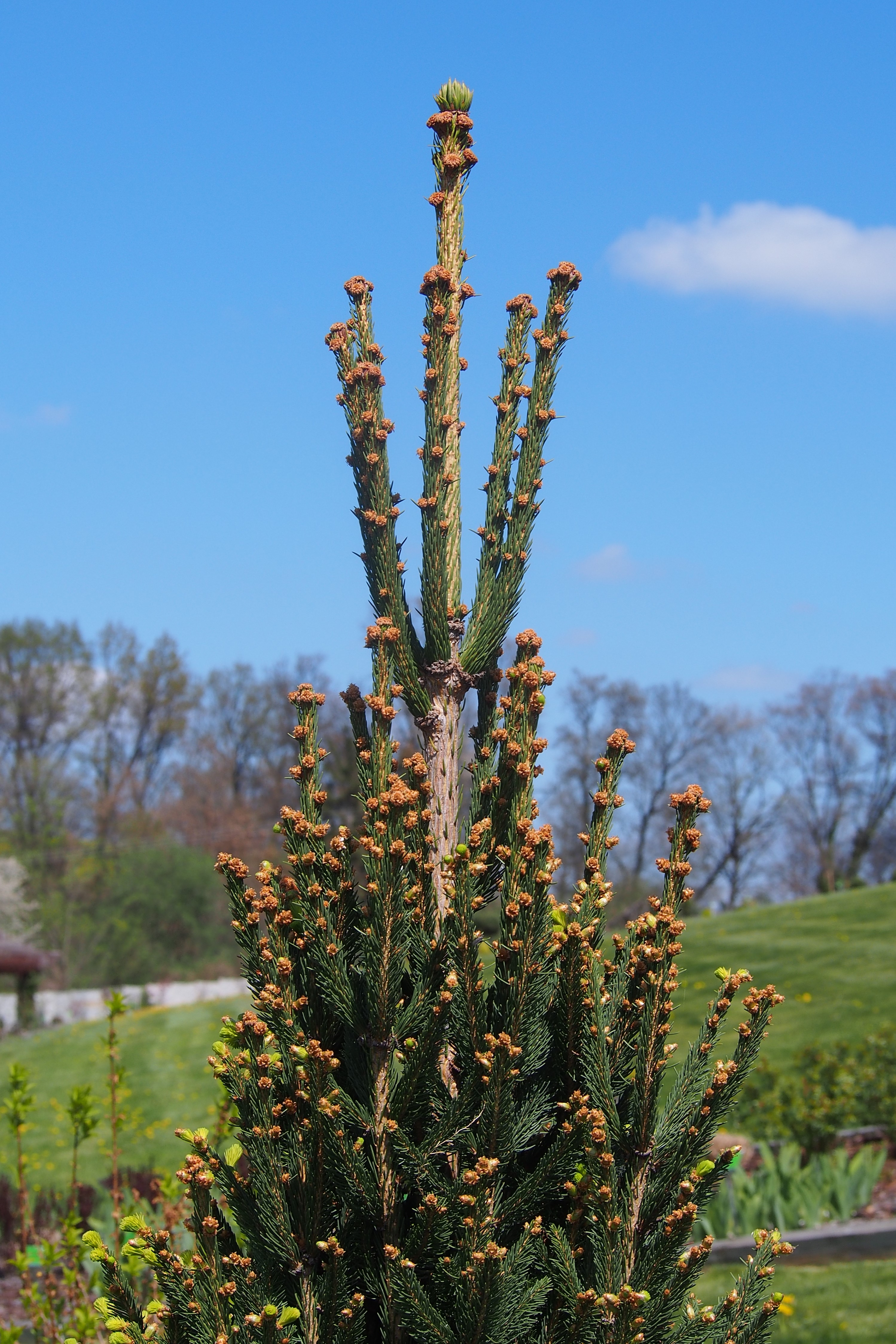
알렉산드라 패스티지애타(Aleksandra Fastigiata)
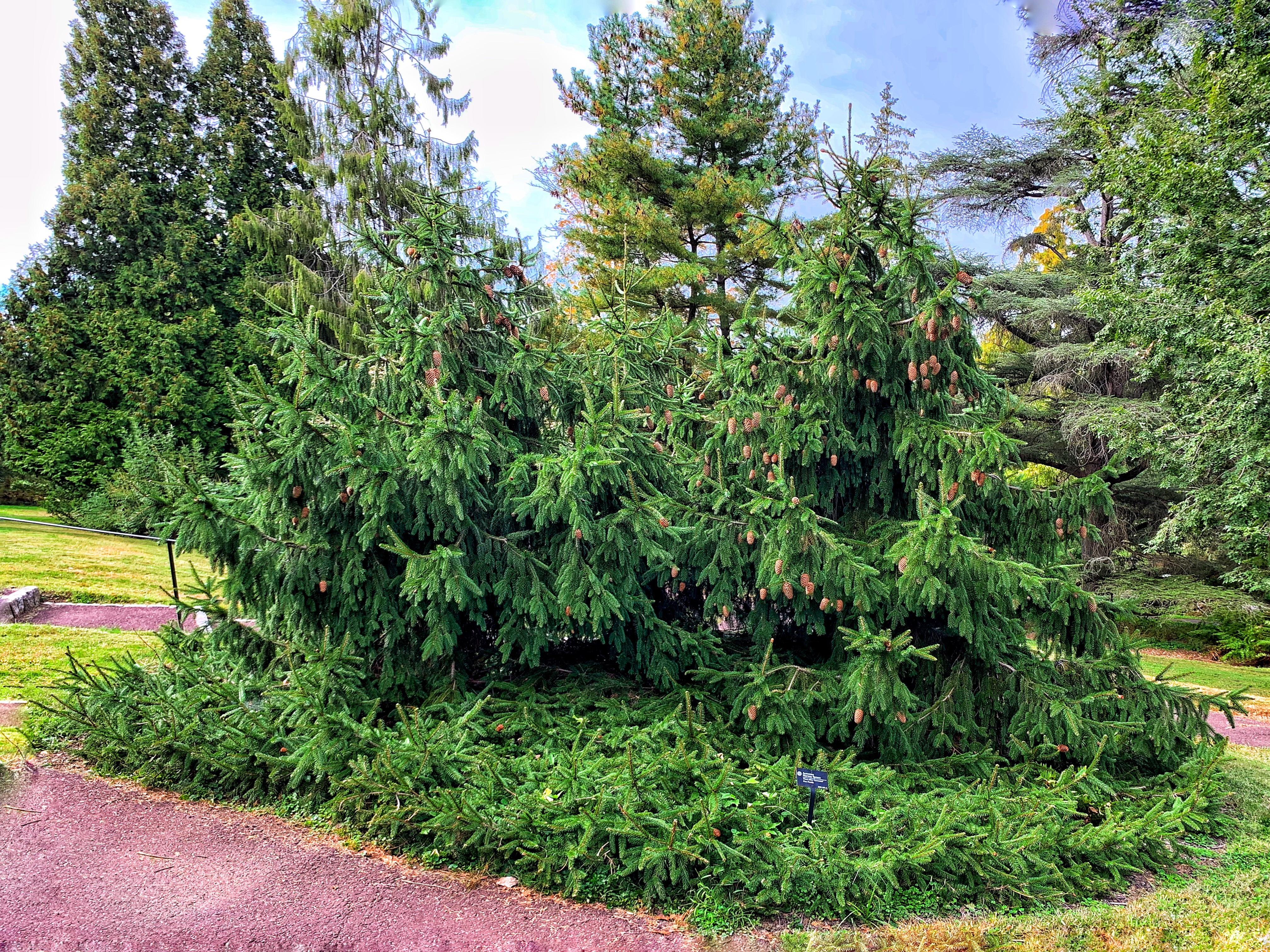
애크로코나 02
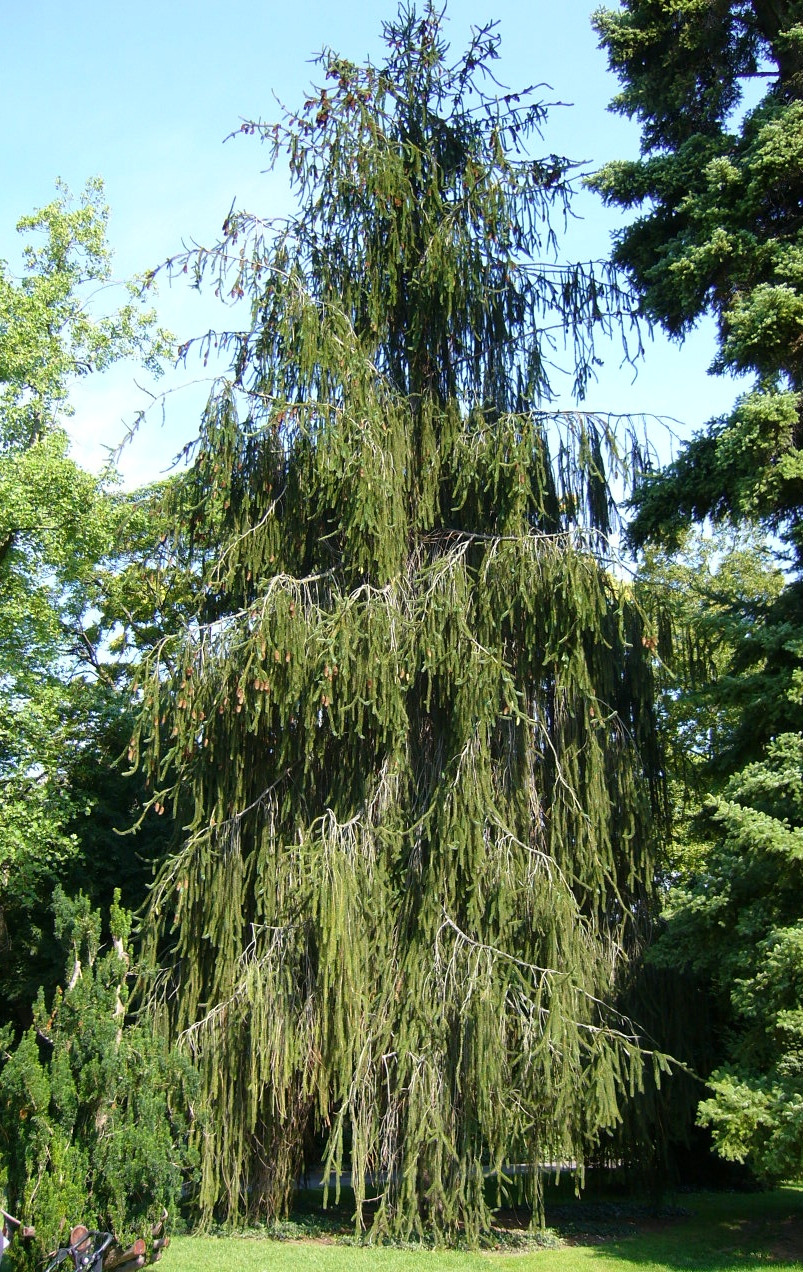
버가타(Virgata)

### 쓰임새

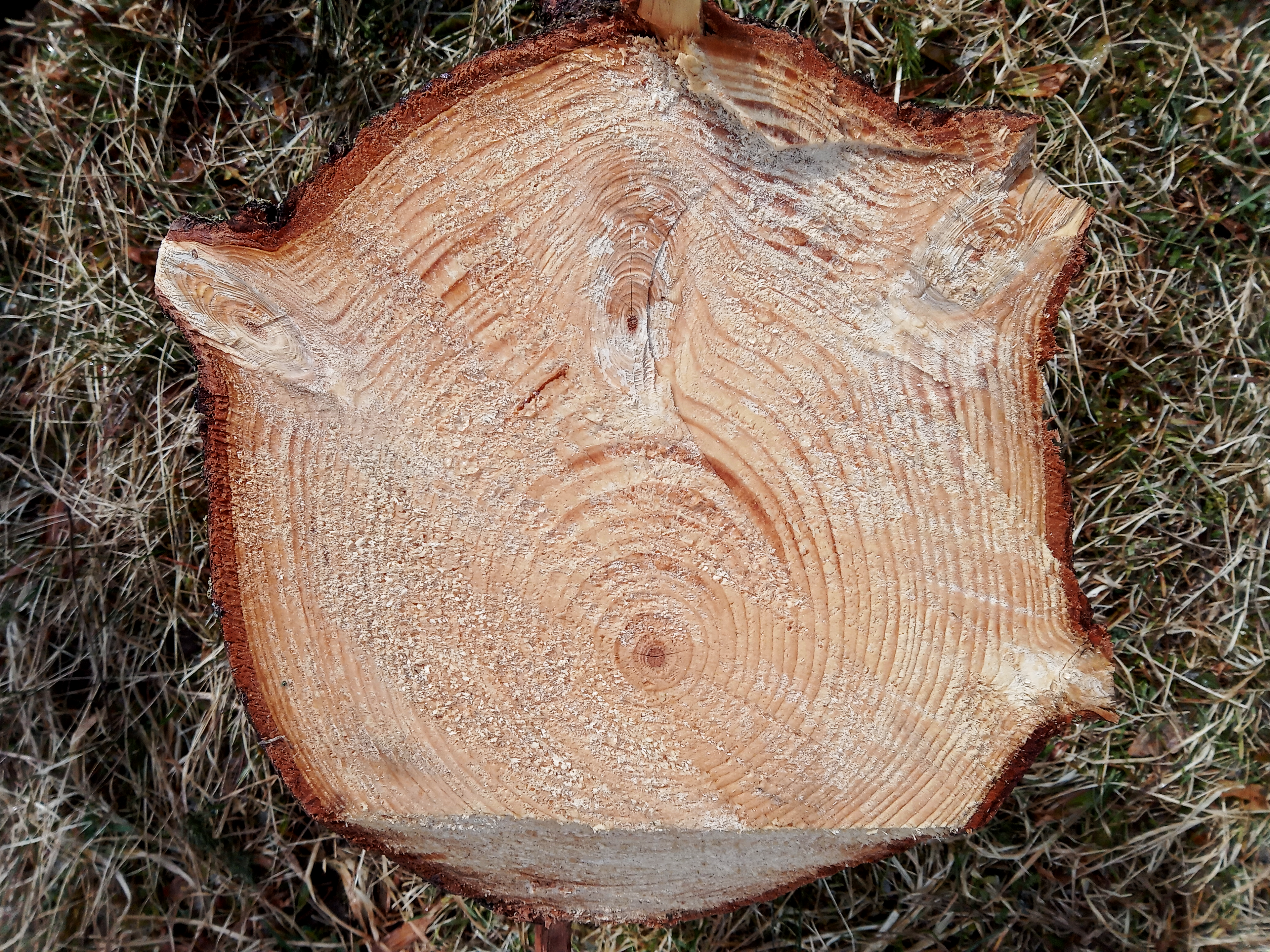
독일가문비나무의 줄기 단면
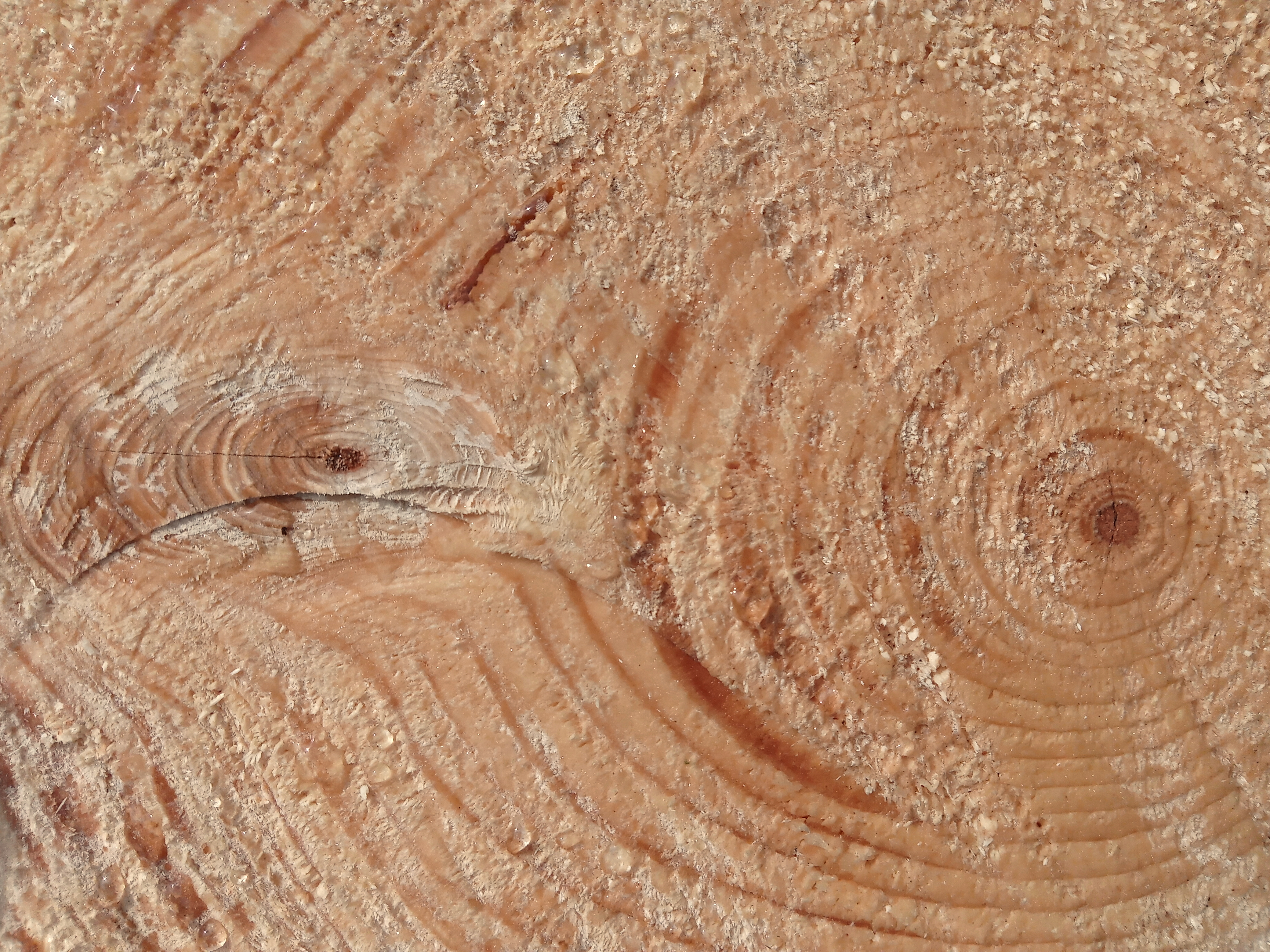
줄기 단면을 확대한 사진

독일가문비나무는 목재(연목) 및 종이 생산을 위한 임업에 이용된다.
노르웨이 회사 보레고르(Borregaard)는 이 나무를 활용하여 바닐린의 합성 대체물을 생산한다. 사측에 따르면 나무 기반의 합성 바닐린을 생산하는 유일한 회사이며, 석유 합성 바닐린보다 훨씬 낮은 탄소 발자국으로 인해 고객들이 이를 선호한다고 한다.
현악기 제작자들이 악기를 만드는 데 쓰이는 원목이기도 하다.하셀피히테(Haselfichte)라는 명칭을 가진 어떤 유형은 유럽의 알프스 산맥에서 자라며 유네스코로부터 무형 문화유산으로 지정받았다. 안토니오 스트라디바리가 이 종류의 나무로 악기를 제작하였다.

#### 식문화
독일가문비나무는 가문비맥주의 주 원료로 쓰이며, 괴혈병을 예방하거나 치료하는데에 쓰이기도 한다.
독일가문비나무의 순은 내부적으로는(시럽이나 차) 오스트리아의 전통약재로, 외부적으로는(목욕재, 흡입재, 연고제, 수지 도포재) 호흡기, 피부, 운동계, 위장 및 감염으로 인한 장애를 치료하는 데 사용되었다.
몽도르 치즈(Mont d'Or cheese)는 생산 도중 독일가문비나무의 형성층에서 형성되는 상글(가죽같은 띠)로 포장시켜 2주 동안 숙성되기 때문에 치즈 특유의 풍미를 낸다.

## 장수하는 나무
우메아 대학교(Umeå University)의 대언론 공식 성명에서 탄소추정연대로 9,550년 수령의 ‘올드 치코’(Old Tjikko)라는 별칭을 가진 독일가문비나무 복제체가 가장 오래 산 나무라고 밝혔다. 2012년 노르웨이 부스케루군(Buskerud)의 자연보호구역에서 발견되었던 독일가문비나무 개체 표본의 경우 연륜연대측정법으로 확인한 결과, 수령이 532년이 되어 가장 나이가 많은 개체인 것으로 밝혀졌다.
그러나 판도라는 이름의 미루나무 복제체 4만 7천 그루로 구성된 군집이 1만 년에서 14,000년 정도의 수령을 가졌을 것으로 추산되면서 올드 치코는 ‘최고수령목’이라는 칭호에서 내려가게 되었다.
요점은 가장 오래된 개별 나무와 여러 가장 오래된 나무 군집 사이의 차이, 그리고 가장 오래된 복제체와 가장 오래된 비 복제체 사이의 차이에 있다. 올드 치코는 근계에서 자라는 유전적으로 동일한 일련의 복제체들 중 하나이며, 그 중 하나가 탄소 연대 측정법에 근거하여 9,550년이 된 것으로 추정된다. 알려진 가장 오래된 개별 나무는 5,000년을 넘은 그레이트베이슨(Great Basin)의 강털소나무(기원전 3051년에 발아)이다.

## 유전성
독일가문비나무의 유전체가 2013년에 밝혀졌는데. 나자식물 최초로 유전체가 완전히 해독된 것이다. 이 나무의 유전체는 대략 200억 기반 쌍을 함유하며 사람의 것보다 여섯 배나 많다. 그럼에도 유전자의 갯수는 비슷하다.가문비나무 유전체의 상당 부분은 긴 말단 반복전위요소를 포함한 DNA의 반복순서로 구성된다. 이렇게 크고 반복적인 유전체를 조립하는 것은 큰 규모로 DNA 병렬순서에서 근래의 발전에도 불구하고, 그런 크고 반복적인 유전체의 집합 계산 원근법으로 보면 특히나 어려운 작업이다.
독일가문비나무의 개체군 내에 유전자 풀이 매우 다양하게 있는데, 독일가문비나무의 개체군 내에는 유전적 다양성이 매우 크며, 이는 빙하 피난지 및 빙하기 이후의 진화사에서 개체군의 고립을 반영하는 것으로 보인다. 특히 개체군이 기후 조건에 어떻게 반응하는지 볼 때 유전적 다양성을 감지할 수 있다. 예를 들어, 나무의 연간 성장기간의 시기와 길이 및 봄과 가을 서리로 인한 경도의 차이 등이다. 이러한 연간 성장패턴은 독일가문비나무의 적절한 재조림을 선택하도록 승인하는 것이 중요하다.

## 화학물질
4-하이드록시벤조산 4-O-글루코사이드, 피세인(picein), 피세아타놀(piceatannol) 및 아스트린진(astringin), 아이소라폰틴(isorhapontin), 카테킨, 페룰산(ferulic acid)은 독일가문비나무의 균근 및 비균근에서 발견되는 페놀 화합물이다. 피세올(piceol)이라는 물질도 마찬가지로 독일가문비나무에서 발견된다.

## 연구
독일가문비나무의 추출물은 시험관 내에서 돼지의 췌장이 분비하는 리파아제에 대한 억제 활성을 보였다.

## 이명
Picea abies (L.) H. Karst은 이 종의 정명이다. 150개 이상의 이명이 게재되었다.
독일가문비나무의 동형이명:
- Pinus abies L.
- Abies picea Mill.
- Pinus pyramidalis Salisb.
- Pinus abies subsp. vulgaris Voss
- Abies abies (L.) Druce

독일가문비나무의 이형이명:
- Abies alpestris Brügger
- Abies carpatica (Loudon) Ravenscr.
- Abies cinerea Borkh.
- Abies clambrasiliana Lavallée
- Abies clanbrassiliana P. Lawson
- Abies coerulescens K. Koch
- Abies conica Lavallée
- Abies elegans Sm. ex J.Knight
- Abies eremita K.Koch
- Abies erythrocarpa (Purk.) Nyman
- Abies excelsa (Lam.) Poir.
- Abies extrema Th.Fr.
- Abies finedonensis Gordon
- Abies gigantea Sm. ex Carrière
- Abies gregoryana H. Low. ex Gordon
- Abies inverta R. Sm. ex Gordon
- Abies lemoniana Booth ex Gordon
- Abies medioxima C.Lawson
- Abies minuta Poir.
- Abies montana Nyman
- Abies parvula Knight
- Abies subarctica (Schur) Nyman
- Abies viminalis Wahlenb.
- Picea alpestris (Brügger) Stein
- Picea cranstonii Beissn.
- Picea elegantissima Beissn.
- Picea excelsa (Lam.) Link
- Picea finedonensis Beissn.
- Picea gregoryana Beissn.
- Picea integrisquamis (Carrière) Chiov.
- Picea maxwellii Beissn.
- Picea montana Schur
- Picea remontii Beissn.
- Picea rubra A. Dietr.
- Picea subarctica Schur
- Picea velebitica Simonk. ex Kümmerle
- Picea viminalis (Alstr.) Beissn.
- Picea vulgaris Link
- Pinus excelsa Lam.
- Pinus sativa Lam.
- Pinus viminalis Alstr.

## 같이 보기
- 가문비나무
- 전나무
- 크리스마스 트리
- 덕유산